# Czerwone maki na Monte Cassino
„Czerwone maki na Monte Cassino” (în traducere literală, „Maci roșii pe Monte Cassino”, în italiană Papaveri rossi su Montecassino este unul dintre cele mai cunoscute cântece poloneze de război. A fost compus în mai 1944 în Italia, în timpul luptelor grele ale bătăliei de la Monte Cassino, care a dus la cucerirea fortăreței germane de către armata poloneză. 
Cântecul se referă la culoarea roșie a florilor de mac: în noaptea atacului final asupra mănăstirii Monte Cassino, datorită luptelor crâncene, întreaga colină s-a impregnat cu sângele soldaților polonezi în loc de rouă. 

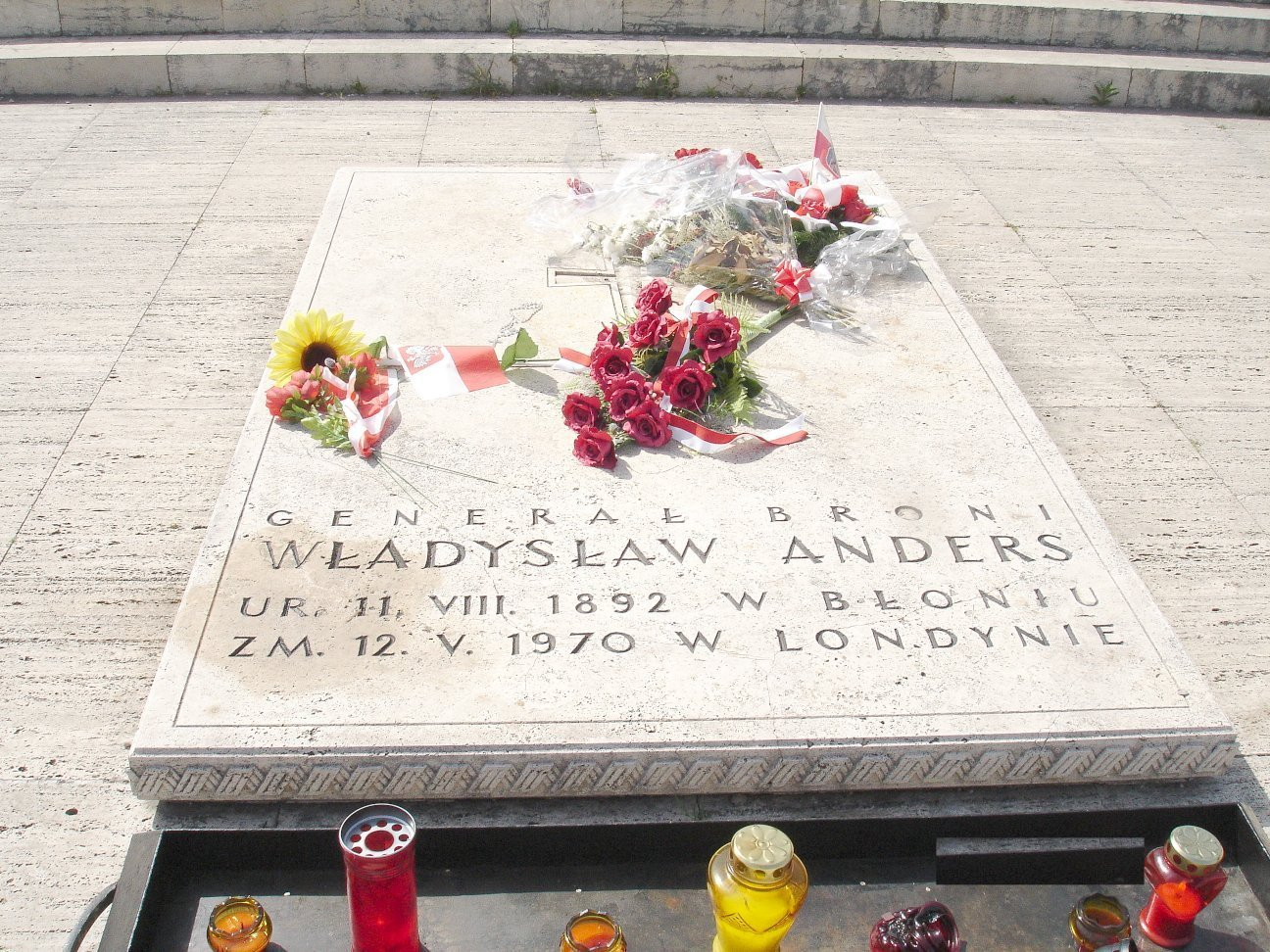
Buchete df maci roșii depuse pe mormântul generalului Władysław Anders, la Cassino

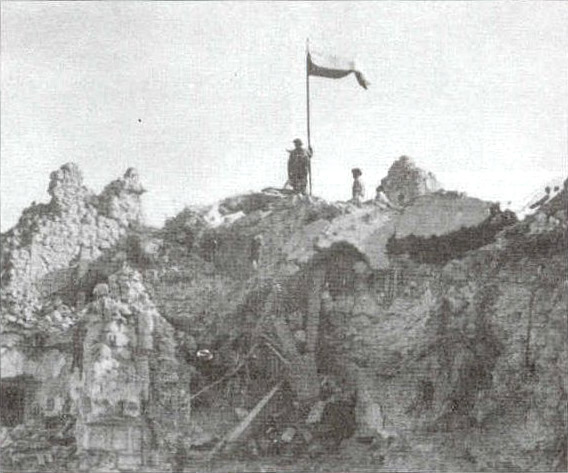
Drapelul Poloniei înălțat peste ruinele Montecassino după cucerirea vârfului

## Istoric
La începutul anului 1944, o fortăreață germană, situată în interiorul vechii mănăstiri Benedictine din Monte Cassino, a blocat înaintarea aliaților spre Roma.  Forțele mai multor țări aliate au încercat încă de la jumătatea lunii ianuarie să captureze fortăreața germană, dar fără succes.  Pentru al patrulea asalt, care urma să înceapă la 11 mai 1944, au fost atașate și trupele poloneze. 
Melodia a fost compusă pe versantul Monte Cassinoului în noaptea dintre 17 și 18 mai 1944 de către Alfred Schütz, compozitor, actor și membru al Teatrului Militar Polonez staționat în Campobasso la poalele Monte Cassinoului.  Cele două strofe inițiale au fost scrise la acel moment de Feliks Konarski (cunoscut sub numele de "Ref-Ren"), poet, compozitor și soldat al celui de-al doilea corp polonez comandat de generalul-maior Władysław Anders.  Cea de-a treia strofă a fost scrisă câteva ore mai târziu. 
În privința celui de-al treilea vers al piesei, Konarski a scris în memoriile sale: 
"Cînd am cântat Macii roșii pe Monte Cassino, am plâns cu toții, soldații au plâns cu noi. Macii roșii, care înfloresc noaptea, au devenit un alt simbol al curajului și sacrificiului, un tribut adus celor vii, care din dragoste pentru libertate, au murit pentru libertatea oamenilor".
A patra și ultima strofă a fost scrisă cu un sfert de secol mai târziu, în 1969, pentru comemorarea celei de-a 25-a aniversări a bătăliei de la Monte Cassino.  Din acest motiv, această ultimă strofă este cea mai puțin cunoscută și este uneori omisă. 
La 18 mai 1944, ziua după ce a fost compusă melodia, polonezii au atacat și capturat teritoriul mănăstirii Monte Cassino.  Mai târziu în acea zi, piesa a fost interpretată pentru prima dată la sediul generalului Anders, pentru a sărbători victoria poloneză. Macii roșii pe Monte Cassino a devenit un cântec foarte popular printre trupele poloneze. Cu toate acestea, cântecul a fost interzis în timpul perioadei staliniste a Republicii Populare Polonia, când regimul comunist a căutat să minimalizeze aportul forțelor armate poloneze pe frontul de vest al celui de-al doilea război mondial. Cântecul este prezentat în filmul Cenușă și diamant realizat de Andrzej Wajda în 1958.